# Colônia de Saybrook
```
   |-
       |
Erro:
:  
valor não especificado para "
nome_comum
"
```

A Colônia de Saybrook, foi uma pequena colônia inglesa na América do Norte estabelecida no final de 1635, na foz do rio Connecticut, na atual Old Saybrook, Connecticut, por John Winthrop, o Jovem, filho de John Winthrop, governador da Colônia da Baía de Massachusetts. Winthrop, o Jovem, foi designado governador pelos colonos originais, incluindo o Coronel George Fenwick e o Capitão Lion Gardiner. Eles reivindicaram a posse da terra através de uma escritura de transferência de Robert Rich, 2º Conde de Warwick. A colônia foi batizada em homenagem aos senhores Saye e Brooke, parlamentares de destaque e detentores de concessões de terras da colônia.

## Histórico
Os primeiros colonos da Colônia de Saybrook eram fervorosos defensores de Oliver Cromwell e da democracia. Nos anos 1630, no que se tornou Connecticut, havia rumores de que a emigração de Cromwell era iminente da Inglaterra para Saybrook, juntamente com a saída da Velha Inglaterra de outros importantes patrocinadores puritanos da colônia, incluindo John Pym, John Hampden, Arthur Haselrig e os Lords Saye e Brooke. Ainda na década de 1770, os moradores de Old Saybrook ainda conversavam sobre quais lotes da cidade seriam dados a parlamentares de destaque.
Os preparativos para o acordo incluíam o envio de um navio com uma carga incomum de ferragens para um porto e pontes levadiças e até mesmo um engenheiro militar experiente. O forte de Saybrook seria o mais forte da Nova Inglaterra. No entanto, os puritanos de destaque logo "encontraram o país [Inglaterra] cheio de relatos de sua partida" e estavam preocupados com o fato de não poderem vender suas propriedades e embarcar. Em 1638, os planos para Saybrook foram abandonados. As dificuldades financeiras de Cromwell foram esclarecidas por uma herança e ele se mudou de Huntingdon para Ely, nas proximidades. Assim, os patrocinadores permaneceram na Inglaterra e desempenharam seus respectivos papéis políticos e militares na Guerra Civil Inglesa e suas consequências. Como consequência, a colônia lutou e, em 1644, Fenwick concordou em fundir a colônia com a mais vibrante Colônia de Connecticut, a alguns quilômetros do rio.
Em 1647, o Major John Mason assumiu o comando do Forte Saybrook, que controlava a principal rota comercial e de suprimentos para o vale superior do rio. O forte queimou misteriosamente até o chão, mas outro forte melhorado foi rapidamente construído nas proximidades. Ele passou os doze anos seguintes lá e serviu como Comissário das Colônias Unidas, seu oficial militar, magistrado e mantenedor da paz. Ele era continuamente chamado a negociar de maneira justa a compra de terras indígenas, a escrever um tratado ou a arbitrar alguma disputa indígena, muitas das quais instigadas por seu amigo Uncas.